# Peres-Horodecki-Kriterium
Das Peres-Horodecki-Kriterium (oder PPT-Kriterium von englisch positive partial transpose criterion) für die Dichtematrix {\displaystyle \rho } eines aus zwei quantenmechanischen Systemen {\displaystyle A} und {\displaystyle B} zusammengesetzten Systems ist eine notwendige Bedingung für die Separabilität der Dichtematrix.
Im Falle von 2x2 und 2x3 Dimensionen ist das Peres-Horodecki-Kriterium auch hinreichend, d h. alle Zustände, die das Kriterium erfüllen sind separabel. In höherdimensionalen Räumen ist das Kriterium nicht mehr hinreichend: es gibt auch verschränkte Zustände, die die PPT-Bedingung erfüllen („PPT-verschränkte Zustände“) und weitere Methoden müssen zur Hand genommen werden, um sie von separablen Zuständen zu unterscheiden. Das Kriterium ist nach Asher Peres, der es zuerst formulierte und nach Michał, Paweł und Ryszard Horodecki benannt, die bewiesen, dass es für Zustände 2x2 und 2x3 notwendig und hinreichend ist.

## Definition
Gegeben sei ein allgemeiner, gemischter Zustand {\displaystyle \rho _{AB}}, welcher auf {\displaystyle {\mathcal {H}}_{A}\otimes {\mathcal {H}}_{B}} wirkt. Dann gilt
{\displaystyle \rho _{AB}=\sum _{ijkl}p_{kl}^{ij}|i\rangle \langle j|\otimes |k\rangle \langle l|}.
Die bezüglich {\displaystyle B} partiell transponierte Matrix wird definiert als
{\displaystyle \rho _{AB}^{T_{B}}:=I\otimes T(\rho _{AB})=\sum _{ijkl}p_{kl}^{ij}|i\rangle \langle j|\otimes (|k\rangle \langle l|)^{T}=\sum _{ijkl}p_{kl}^{ij}|i\rangle \langle j|\otimes |l\rangle \langle k|=\sum _{ijkl}p_{lk}^{ij}|i\rangle \langle j|\otimes |k\rangle \langle l|}.
Partiell bedeutet in diesem Fall, dass nur ein Teil des Zustandes transponiert wird. Im Ausdruck {\displaystyle I\otimes T(\rho )} wird ersichtlich, dass der Einheitsoperator {\displaystyle I} auf {\displaystyle A} wirkt und ihn somit unverändert lässt, und die Transposition {\displaystyle T} auf {\displaystyle B} wirkt.
Das Peres-Horodecki-Kriterium besagt, dass falls {\displaystyle \rho _{AB}} separabel ist, dann {\displaystyle \rho _{AB}^{T_{B}}} positiv semidefinit ist, d. h. nur nicht-negative Eigenwerte haben. Umgekehrt bedeutet das, dass falls {\displaystyle \rho _{AB}^{T_{B}}} negative Eigenwerte besitzt, das System verschränkt ist. Im Allgemeinen kommt es nicht darauf an, ob wie im Beispiel System {\displaystyle B} transponiert wird oder System {\displaystyle A} mit {\displaystyle \rho _{AB}^{T_{A}}}, da {\displaystyle \rho _{AB}^{T_{A}}} und {\displaystyle \rho _{AB}^{T_{B}}=(\rho _{AB}^{T_{A}})^{T}} dieselben Eigenwerte haben.

## Beispiele
Die Qubit-Familie der Werner-Zustände werden betrachtet:
{\displaystyle \rho _{AB}=p|\Psi ^{-}\rangle \langle \Psi ^{-}|+(1-p){\frac {I}{4}}}
Die Dichtematrix lautet
{\displaystyle \rho ={\frac {1}{4}}{\begin{pmatrix}1-p&0&0&0\\0&p+1&-2p&0\\0&-2p&p+1&0\\0&0&0&1-p\end{pmatrix}}}
und die partiell transponierte Matrix
{\displaystyle \rho ^{T_{B}}={\frac {1}{4}}{\begin{pmatrix}1-p&0&0&-2p\\0&p+1&0&0\\0&0&p+1&0\\-2p&0&0&1-p\end{pmatrix}}}.
Der niedrigste Eigenwert ist {\displaystyle (1-3p)/4}. Daraus folgt, dass der Zustand für {\displaystyle p>1/3} verschränkt ist.
Beispiele für PPT-verschränkte Zustände auf {\displaystyle H=\mathbf {C} ^{4}\otimes \mathbf {C} ^{4}} sind die Dichtematritzen
{\displaystyle {\frac {1}{7b+1}}{\begin{pmatrix}b&0&0&0&0&b&0&0\\0&b&0&0&0&0&b&0\\0&0&b&0&0&0&0&b\\0&0&0&b&0&0&0&0\\0&0&0&0&{\tfrac {1+b}{2}}&0&0&{\tfrac {\sqrt {1-b^{2}}}{2}}\\b&0&0&0&0&b&0&0\\0&b&0&0&0&0&b&0\\0&0&b&0&{\tfrac {\sqrt {1-b^{2}}}{2}}&0&0&{\tfrac {1+b}{2}}\\\end{pmatrix}}}.
für Werte von {\displaystyle 0<b<1}. Die Matrix ist in der Standardbasis {\displaystyle |i\rangle \otimes |j\rangle ,i,j=1,\dots ,4} angegeben.